# Charly Deretti
Charly Wendy Straub Deretti (Jaraguá do Sul, 25 de maio de 1987) é uma empresária e árbitra de futebol brasileira.

## Biografia e carreira
Integra a Liga Joinvilense de Futebol (LJF), desde 2015, e, já em 2016, ingressou na Federação Catarinense de Futebol (FCT). Começou a atuar em competições estaduais masculinas, em 2017. Foi promovida à Confederação Brasileira de Futebol (CBF), em 2018.
Em julho de 2020, foi afastada das competições por sido diagnosticada com presença de anticorpos de COVID-19. À época, durante a pandemia de COVID-19, de acordo com o protocolo da Federação para a retomada do Campeonato Catarinense, o exame era obrigatório em todo o quadro de arbitragem um dia antes dos jogos.
Em maio de 2023, durante uma partida válida pela Série C do Campeonato Brasileiro, envolveu-se em uma polêmica após marcar um pênalti que teria sido sofrido pelo jogador Muriqui, porém as imagens da transmissão mostraram que o jogador caiu sozinho. Muriqui correu em direção à linha de fundo e caiu. O zagueiro Tiago Spice, que estava atrás dele, também caiu na jogada, mas sem encostar no adversário. Nas redes sociais e na imprensa, o lance foi descrito como "pênalti fantasma".
Já atuou na Supercopa Feminina, no Campeonato Catarinense de Futebol e nas Série C e Série D do Campeonato Brasileiro.

## Estatísticas
Estas são estatísticas das principais competições nacionais e internacionais.

### Competições da CONMEBOL
Fonte: 

#### Copa Libertadores Feminino
| Edição | Fase    | Data   | Partida      | Partida | Partida          | Estádio | Cidade | Cartões                       | Cartões                           | Cartões | Pênalti · Pênalti | Ref.  |
| Edição | Fase    | Data   | Mandante     | Placar  | Visitante        | Estádio | Cidade | Penalizado com cartão amarelo | Penalizado · Penalizado · Expulso | Expulso | Pênalti · Pênalti | Ref.  |
| ------ | ------- | ------ | ------------ | ------- | ---------------- | ------- | ------ | ----------------------------- | --------------------------------- | ------- | ----------------- | ----- |
| 2024   | Grupo D | 4/out  | Alianza Lima | 2 – 0   | Santiago Morning | CARFEM  | Ypané  | 1                             | 0                                 | 0       | 0                 | [ 7 ] |
| 2024   | Grupo D | 10/out | Guaraní      | 0 – 3   | Alianza Lima     | CARFEM  | Ypané  | 3                             | 0                                 | 0       | 1                 | [ 8 ] |
| Total  | Total   | Total  | Total        | Total   | Total            | Total   | Total  | 4                             | 0                                 | 0       | 1                 |       |

### Competições da CBF
Fonte: 

#### Campeonato Brasileiro Feminino – Série A1
| Edição | Fase      | Data   | Partida         | Partida | Partida         | Estádio            | Cidade       | Cartões                       | Cartões                           | Cartões | Pênalti · Pênalti | Ref.   |
| Edição | Fase      | Data   | Mandante        | Placar  | Visitante       | Estádio            | Cidade       | Penalizado com cartão amarelo | Penalizado · Penalizado · Expulso | Expulso | Pênalti · Pênalti | Ref.   |
| ------ | --------- | ------ | --------------- | ------- | --------------- | ------------------ | ------------ | ----------------------------- | --------------------------------- | ------- | ----------------- | ------ |
| 2018   | Quartas   | 9/set  | Kindermann      | 1 – 0   | Flamengo        | Carlos A. C. Neves | Caçador      | 1                             | 0                                 | 0       | 0                 | [ 9 ]  |
| 2022   | 1.ª fase  | 3/abr  | Avaí/Kindermann | 0 – 5   | Santos          | Carlos A. C. Neves | Caçador      | 5                             | 0                                 | 0       | 0                 | [ 10 ] |
| 2022   | 1.ª fase  | 15/mai | Avaí/Kindermann | 1 – 0   | Flamengo        | Carlos A. C. Neves | Caçador      | 5                             | 0                                 | 0       | 0                 | [ 11 ] |
| 2022   | 1.ª fase  | 7/ago  | Avaí/Kindermann | 2 – 1   | Internacional   | Carlos A. C. Neves | Caçador      | 3                             | 1                                 | 0       | 0                 | [ 12 ] |
| 2022   | Quartas   | 14/ago | Grêmio          | 0 – 5   | Palmeiras       | Arena do Grêmio    | Porto Alegre | 3                             | 0                                 | 0       | 0                 | [ 13 ] |
| 2022   | Quartas   | 22/ago | Internacional   | 1 – 1   | Flamengo        | Beira-Rio          | Porto Alegre | 2                             | 0                                 | 0       | 0                 | [ 14 ] |
| 2022   | Semifinal | 12/set | São Paulo       | 1 – 1   | Internacional   | Morumbi            | São Paulo    | 4                             | 0                                 | 0       | 0                 | [ 15 ] |
| 2022   | Final     | 24/set | Corinthians     | 4 – 1   | Internacional   | Neo Química Arena  | São Paulo    | 6                             | 0                                 | 0       | 0                 | [ 16 ] |
| 2023   | 1.ª fase  | 26/fev | Avaí/Kindermann | 2 – 5   | Real Brasília   | Carlos A. C. Neves | Caçador      | 7                             | 0                                 | 0       | 1                 | [ 17 ] |
| 2023   | Quartas   | 26/jun | Corinthians     | 4 – 2   | Cruzeiro        | Parque São Jorge   | São Paulo    | 5                             | 0                                 | 0       | 0                 | [ 18 ] |
| 2023   | Semifinal | 2/set  | Corinthians     | 2 – 0   | Santos          | Parque São Jorge   | São Paulo    | 2                             | 0                                 | 0       | 1                 | [ 19 ] |
| 2024   | 1.ª fase  | 21/mar | Corinthians     | 4 – 1   | América Mineiro | Parque São Jorge   | São Paulo    | 2                             | 0                                 | 0       | 0                 | [ 20 ] |
| 2024   | 1.ª fase  | 29/mar | Ferroviária     | 1 – 0   | Cruzeiro        | Fonte Luminosa     | Araraquara   | 4                             | 0                                 | 1       | 0                 | [ 21 ] |
| 2024   | Quartas   | 29/ago | São Paulo       | 0 – 0   | Grêmio          | Canindé            | São Paulo    | 3                             | 0                                 | 0       | 0                 | [ 22 ] |
| 2024   | Final     | 15/set | São Paulo       | 0 – 3   | Corinthians     | Morumbi            | São Paulo    | 7                             | 0                                 | 1       | 0                 | [ 23 ] |
| Total  | Total     | Total  | Total           | Total   | Total           | Total              | Total        | 59                            | 1                                 | 2       | 2                 |        |

#### Campeonato Brasileiro Feminino – Série A3
| Edição | Fase     | Data   | Partida  | Partida | Partida   | Estádio          | Cidade   | Cartões                       | Cartões                           | Cartões | Pênalti · Pênalti | Ref.   |
| Edição | Fase     | Data   | Mandante | Placar  | Visitante | Estádio          | Cidade   | Penalizado com cartão amarelo | Penalizado · Penalizado · Expulso | Expulso | Pênalti · Pênalti | Ref.   |
| ------ | -------- | ------ | -------- | ------- | --------- | ---------------- | -------- | ----------------------------- | --------------------------------- | ------- | ----------------- | ------ |
| 2022   | 1.ª fase | 19/jun | Criciúma | 2 – 1   | Ipatinga  | CT do Criciúma 1 | Criciuma | 8                             | 0                                 | 1       | 0                 | [ 24 ] |
| Total  | Total    | Total  | Total    | Total   | Total     | Total            | Total    | 8                             | 0                                 | 1       | 0                 |        |

#### Campeonato Brasileiro Masculino – Série B
| Edição | Fase      | Data   | Partida  | Partida | Partida   | Estádio        | Cidade | Cartões                       | Cartões                           | Cartões | Pênalti · Pênalti | Ref.   |
| Edição | Fase      | Data   | Mandante | Placar  | Visitante | Estádio        | Cidade | Penalizado com cartão amarelo | Penalizado · Penalizado · Expulso | Expulso | Pênalti · Pênalti | Ref.   |
| ------ | --------- | ------ | -------- | ------- | --------- | -------------- | ------ | ----------------------------- | --------------------------------- | ------- | ----------------- | ------ |
| 2024   | 2.º turno | 22/nov | Ituano   | 0 – 1   | Amazonas  | Novelli Junior | Itu    | 3                             | 0                                 | 1       | 0                 | [ 25 ] |
| Total  | Total     | Total  | Total    | Total   | Total     | Total          | Total  | 3                             | 0                                 | 1       | 0                 |        |

#### Campeonato Brasileiro Masculino – Série C
| Edição | Fase     | Data   | Partida  | Partida | Partida   | Estádio | Cidade | Cartões                       | Cartões                           | Cartões | Pênalti · Pênalti | Ref.   |
| Edição | Fase     | Data   | Mandante | Placar  | Visitante | Estádio | Cidade | Penalizado com cartão amarelo | Penalizado · Penalizado · Expulso | Expulso | Pênalti · Pênalti | Ref.   |
| ------ | -------- | ------ | -------- | ------- | --------- | ------- | ------ | ----------------------------- | --------------------------------- | ------- | ----------------- | ------ |
| 2023   | 1.ª fase | 14/mai | Remo     | 1 – 2   | Amazonas  | Baenão  | Belém  | 9                             | 0                                 | 1       | 1                 | [ 26 ] |
| Total  | Total    | Total  | Total    | Total   | Total     | Total   | Total  | 9                             | 0                                 | 1       | 1                 |        |

#### Campeonato Brasileiro Masculino – Série D
| Edição | Fase     | Data   | Partida           | Partida | Partida                | Estádio     | Cidade        | Cartões                       | Cartões                           | Cartões | Pênalti · Pênalti | Ref.   |
| Edição | Fase     | Data   | Mandante          | Placar  | Visitante              | Estádio     | Cidade        | Penalizado com cartão amarelo | Penalizado · Penalizado · Expulso | Expulso | Pênalti · Pênalti | Ref.   |
| ------ | -------- | ------ | ----------------- | ------- | ---------------------- | ----------- | ------------- | ----------------------------- | --------------------------------- | ------- | ----------------- | ------ |
| 2022   | 1.ª fase | 23/abr | Inter de Limeira  | 3 – 0   | Pouso Alegre           | Limeirão    | Limeira       | 6                             | 1                                 | 0       | 0                 | [ 27 ] |
| 2022   | 1.ª fase | 22/mai | Pérolas Negras    | 0 – 0   | São Bernardo           | Trabalhador | Resende       | 4                             | 0                                 | 0       | 0                 | [ 28 ] |
| 2022   | 1.ª fase | 11/jun | Sergipe           | 2 – 1   | Atlético de Alagoinhas | Batistão    | Aracaju       | 9                             | 1                                 | 2       | 0                 | [ 29 ] |
| 2022   | 1.ª fase | 10/jul | Ação              | 2 – 2   | Costa Rica             | Dito Souza  | Várzea Grande | 8                             | 0                                 | 0       | 0                 | [ 30 ] |
| 2023   | 1.ª fase | 10/jun | Atlético Cearense | 1 – 1   | Fluminense-PI          | Domingão    | Horizonte     | 6                             | 1                                 | 1       | 0                 | [ 31 ] |
| Total  | Total    | Total  | Total             | Total   | Total                  | Total       | Total         | 33                            | 3                                 | 3       | 0                 |        |

#### Campeonato Brasileiro Feminino Sub-20
| Edição | Fase  | Data  | Partida       | Partida | Partida   | Estádio             | Cidade       | Cartões                       | Cartões                           | Cartões | Pênalti · Pênalti | Ref.   |
| Edição | Fase  | Data  | Mandante      | Placar  | Visitante | Estádio             | Cidade       | Penalizado com cartão amarelo | Penalizado · Penalizado · Expulso | Expulso | Pênalti · Pênalti | Ref.   |
| ------ | ----- | ----- | ------------- | ------- | --------- | ------------------- | ------------ | ----------------------------- | --------------------------------- | ------- | ----------------- | ------ |
| 2022   | Final | 2/jul | Internacional | 2 – 0   | São Paulo | SESC Protásio Alves | Porto Alegre | 2                             | 0                                 | 0       | 0                 | [ 32 ] |
| Total  | Total | Total | Total         | Total   | Total     | Total               | Total        | 2                             | 0                                 | 0       | 0                 |        |

#### Supercopa do Brasil Feminino
| Edição | Fase    | Data  | Partida  | Partida | Partida   | Estádio         | Cidade         | Cartões                       | Cartões                           | Cartões | Pênalti · Pênalti | Ref.   |
| Edição | Fase    | Data  | Mandante | Placar  | Visitante | Estádio         | Cidade         | Penalizado com cartão amarelo | Penalizado · Penalizado · Expulso | Expulso | Pênalti · Pênalti | Ref.   |
| ------ | ------- | ----- | -------- | ------- | --------- | --------------- | -------------- | ----------------------------- | --------------------------------- | ------- | ----------------- | ------ |
| 2023   | Quartas | 5/fev | Flamengo | 10 – 0  | Ceará     | Luso-Brasileiro | Rio de Janeiro | 0                             | 0                                 | 1       | 1                 | [ 33 ] |
| Total  | Total   | Total | Total    | Total   | Total     | Total           | Total          | 0                             | 0                                 | 1       | 1                 |        |

### Partidas entre Seleções Femininas
| Edição | Fase     | Data   | Partida  | Partida | Partida   | Estádio           | Cidade    | Cartões                       | Cartões                           | Cartões | Pênalti · Pênalti | Ref.   |
| Edição | Fase     | Data   | Mandante | Placar  | Visitante | Estádio           | Cidade    | Penalizado com cartão amarelo | Penalizado · Penalizado · Expulso | Expulso | Pênalti · Pênalti | Ref.   |
| ------ | -------- | ------ | -------- | ------- | --------- | ----------------- | --------- | ----------------------------- | --------------------------------- | ------- | ----------------- | ------ |
| 2020   | Amistoso | 27/nov | Brasil   | 6 – 0   | Equador   | Neo Química Arena | São Paulo | 0                             | 0                                 | 0       | 1                 | [ 34 ] |
| 2021   | T.Manaus | 28/nov | Brasil   | 4 – 1   | Venezuela | Arena da Amazônia | Manaus    | 3                             | 0                                 | 0       | 0                 | [ 35 ] |
| 2022   | Amistoso | 28/jun | Chile    | 1 – 3   | Venezuela | El Teniente       | Rancagua  | 2                             | 0                                 | 0       | 0                 | [ 36 ] |
| Total  | Total    | Total  | Total    | Total   | Total     | Total             | Total     | 5                             | 0                                 | 0       | 1                 |        |